# Bloodfist II
Bloodfist II  é um filme de ação dirigido por Andy Blumenthal e produzido nos Estados Unidos em 1990.

## Sinopse
Mais uma vez o campeão do kickboxing Don "The Dragon" Wilson está contra o diabólico Sr. Su. Nosso herói e outros cinco especialistas em kickboxing são sequestrados por Su e forçados a lutar contra os capangas de vilões.

## Elenco
- Don Wilson....Jake Raye  (como Don 'The Dragon' Wilson)
- Rina Reyes...Mariella
- Joe Mari Avellana...Su
- Robert Marius...Dieter
- Maurice Smith...Vinny Petrello
- James Warring...John Jones